# Llueves
Llueves es un lugar que pertenece a la parroquia de Cangas de Onís en el concejo homónimo (Principado de Asturias). Se encuentra a 216 m s. n. m. y está situada a 1,50 km de la capital del concejo, la ciudad de Cangas de Onís. 

## Población
En 2020 contaba con una población de 71 habitantes (INE, 2020) repartidos en un total de 33 viviendas (SADEI, 2010).